# Platz der Freiheit (München)

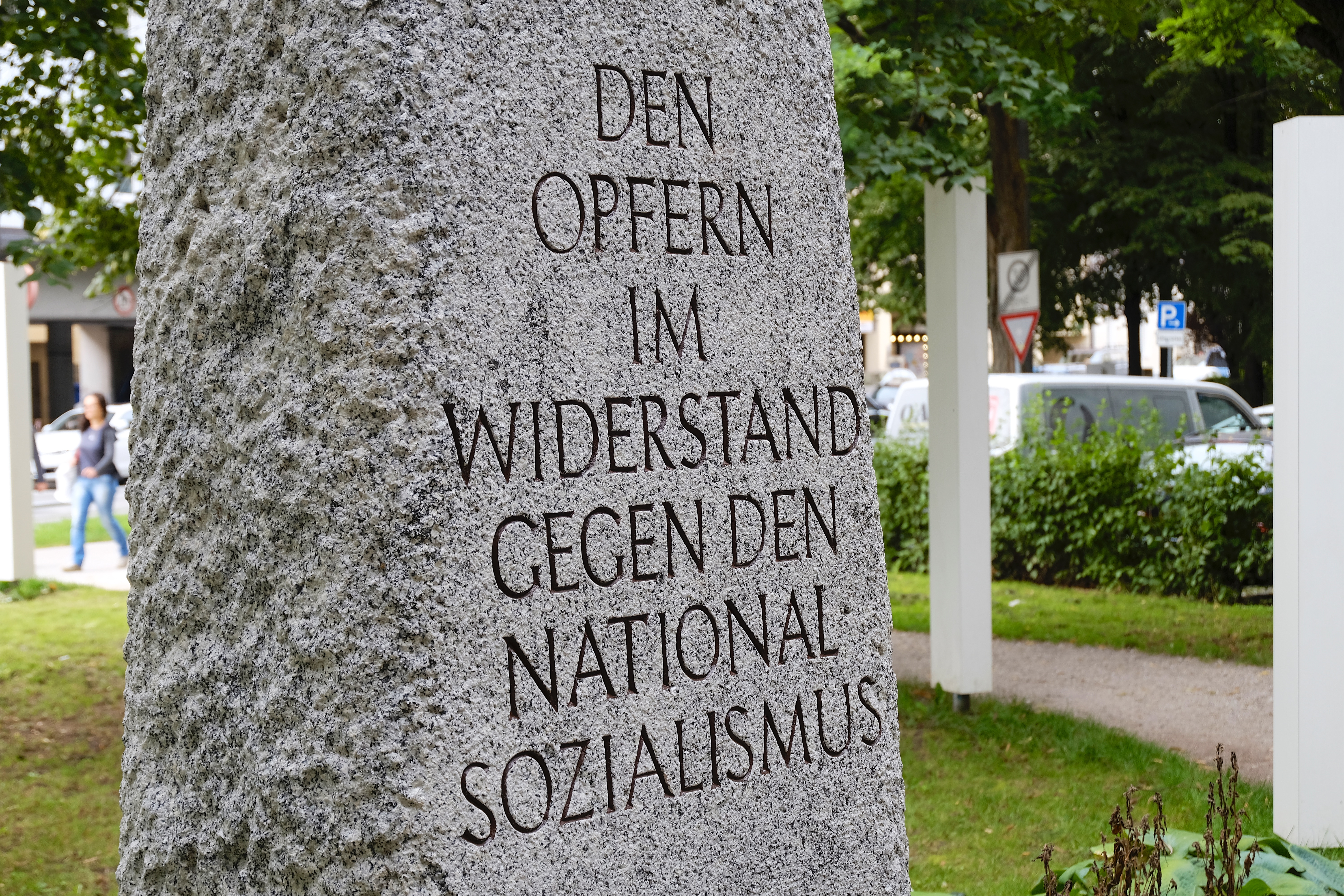
Inschrift des Gedenksteins

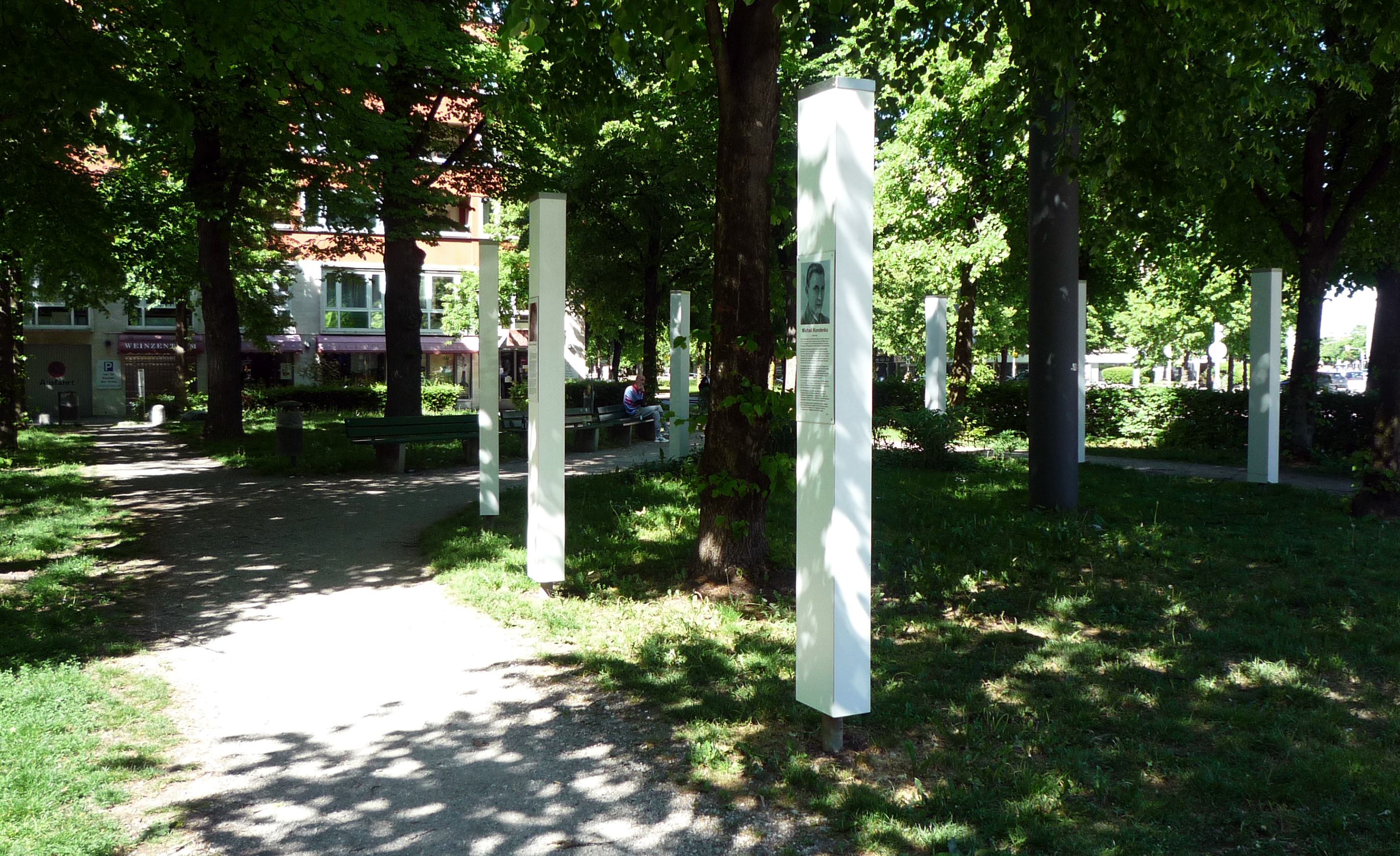
Widerstandsdenkmal

Der Platz der Freiheit befindet sich im Münchner Stadtteil Neuhausen-Nymphenburg im nördlichen Kreuzungsbereich von Leonrodstraße und Landshuter Allee. Der Platz hat parkähnlichen Charakter und ist ein Gedenkort des Widerstands gegen den Nationalsozialismus.

## Geschichte
Der Platz wurde 1927 nach Reichspräsident Paul von Hindenburg benannt. 1946
folgte der Stadtrat der Kontrollratsdirektive Nr. 30 und benannte den Platz in Platz der Freiheit um.
1962 wurde ein Gedenkstein aus  Granit auf dem Platz der Opfer des Nationalsozialismus an der Brienner Straße aufgestellt, gestaltet vom Steinmetz Karl Oppenrieder. 1985 wurde dieser Stein mit der Inschrift Den Opfern im Widerstand gegen den Nationalsozialismus an den Nordrand des Platzes der Freiheit versetzt. Der Platz der Freiheit blieb als Ort der Erinnerung jahrzehntelang weitgehend unbeachtet und  verwahrloste zunehmend.

## Widerstandsdenkmal

Lichtinstallation 2025, Stadtteilwoche Kultur

2013 entwickelten Wolfram P. Kastner, Ernst Grube, Ingrid Reuther, Friedbert Mühldorfer, Eva Strauß und Christoph Wilker ein Konzept für ein Denkmal mit der Botschaft:
Mit diesem Denkmal werden Frauen und Männer, die in München mutig und mit großem persönlichen Risiko Widerstand gegen die Nazis leisteten, namentlich und gut sichtbar gewürdigt.
Das Widerstandsdenkmal wurde im Juli 2016 eröffnet. Die Stelen präsentieren Portraits und Biographien von Menschen, die sich aus verschiedenen Motiven und auf unterschiedliche Weise dem Nazi-System in Wort und Tat widersetzten. Im November 2016 und im August 2017 kam es zu Anschlägen auf das Denkmal.
Laut Beschluss des Münchner Stadtrats soll das Memorial bis 2027 erhalten bleiben. Münchner Bürger, Stiftungen und Vereine fordern seit Jahren den dauerhaften Erhalt des Denkmals. Im Rahmen der Stadtteil Kulturwoche 2025 feierte das Denkmal das zehnte Jahr seines Bestehens mit einer Gedenkveranstaltung und Lichtinstallation, kuratiert von Eberhard J. Wormer.

## Gedenkstelen
Insgesamt 13 Stelen säumen den im Halboval umlaufenden Weg. Der Gedenkstein befindet sich etwa im Scheitel des Ovals. Eine Stele der Frontseite an der Leonrodstraße informiert über das WiderstandsDenkmal. Dann folgen im Gegenuhrzeigersinn 12 Stelen, die 14 Personen gewidmet sind:
- Franz Fellner (1922–1942) war Bäcker und Deserteur der Kriegsmarine.
- Josefa Mack (1924–2006) gehörte den katholischen Armen Schulschwestern an.
- Sylvia Elvira Klar (1885–1942) und Max Klar (1875–1938) waren Ehepartner und Fluchthelfer von Wilhelm Hoegner.
- Ludwig Linsert (1907–1981) war sozialdemokratischer Gewerkschafter.
- Martina Partsch (1896–1968) gehörte den Zeugen Jehovas an.
- Otto Kohlhofer (1915–1988) war Mechaniker und Kommunist.
- Walter Klingenbeck (1924–1943) war Lehrling bei Rohde & Schwarz.
- Ernst Lörcher (1907–1991) war Studierender und Aktivist.
- Karl Schörghofer (1879–1962) war christlicher Verwalter des jüdischen Friedhofs in München und rettete acht jüdische Menschenleben, geehrt als Gerechter unter den Völkern.
- Marie-Luise Jahn (1918–2010) setzte die Arbeit der Weißen Rose fort.
- Michail Kondenko (1906–1944) war ein Major der Roten Armee und Zwangsarbeiter in Nazi-Deutschland.
- Emma Hutzelmann (1900–1944) und Hans Hutzelmann (1906–1945) waren deutsche Kommunisten.